# 奥田隆仁
奥田 隆仁（おくだ たかのり、1981年1月12日 - ）は、日本の俳優、声優。

## 来歴・人物
長野県出身。本名は奥田貴憲（おくだ たかのり）。
初芝居は高校生の時で、1997年に劇団昴と駒ヶ根市民の共同公演『夏の夜の夢』に出演した。その後、1998年にも同公演で『青い鳥』、1999年にも同公演『クリスマス・キャロル』に出演している。
高校卒業後に上京し、1999年に劇団昴演劇学校へ入学。2002年に劇団昴に所属し、様々な舞台・ミュージカルに出演した。昴を退団後は懸樋プロダクションに所属。
主に吹き替えを中心に活動している。所属事務所の解説によれば、特徴あるハードないい男の芝居、斜に構えた狂気的な青年、心優しきオタク、賑やかな明るい男、といった様々な役をこなしている。また、ある演出家によれば「主役を張れる、業界の若きエース」と評されている。
趣味はギター。喫煙者であり、酒も嗜む。

## 出演作品

### テレビドラマ
- ビギナー（司法修習生）

### テレビアニメ
- Ergo Proxy（2006年、尋問オートレイヴ、処理課職員、局員、警備局員、お客、処理課職員、暴徒）
- ルパン三世 PART IV（2015年、グレコ）
- 遊☆戯☆王VRAINS（2018年 - 2019年、道順健碁/ブラッドシェパード）

### ゲーム
- メタルギアソリッド ピースウォーカー（2010年、兵士）
- キングダム ハーツ 3D ［ドリーム ドロップ ディスタンス］（2012年、ヤング・ゼアノート）
- 北斗の拳 激打MAX（2013年、雲のジュウザ、青年バット）
- キングダム ハーツ HD 2.5 リミックス（2014年、ヤング・ゼアノート）
- キングダム ハーツIII（2019年、ヤング・ゼアノート）
- キングダム ハーツ ユニオンクロス ダークロード（2020年、ゼアノート）

### 吹き替え

#### 映画
- アイ・ケイム・バイ
- I CAME BY（ファイサル、オミッド）
- 英雄の証明（カシアス、ヴォルサイ軍の副官）
- ギャングスターズ 明日へのタッチダウン（ピーヴィー）
- キリング・ファミリー 殺し合う一家（ハビエル）
- 60ミニッツ（パウル）
- ジョン・カーター（男サーン）
- シルミド（兵士）
- 西部戦線異状なし（フランツ）

#### ドラマ
- アストリッドとラファエル　文書係の事件録（ディエゴ・アンサテ）
- アンダー・ザ・ドーム（トレヴァー）
- アンフォゲッタブル 完全記憶捜査（グッドエーカー・オイエヌシ）
- イタズラなKissII 〜惡作劇2吻〜（機長、友人、乗客）
- エージェント・オブ・シールド（ドニー・ギル〈ディラン・ミネット〉）
- エレメンタリー ホームズ&ワトソン in NY（イーサン）
- クリミナル・マインド FBI行動分析課（スティーヴン、クリス、トレヴァー、リーランド）
- クレイジー・エックス・ガールフレンド（ジョシュ・チャン〈ヴィンセント・ロドリゲスIII世〉）
- 刑事フォイル（ジャック・デュモン）
- ジ・アメリカンズ（ブラッド・マリン）
- 主任警部アラン・バンクス（ギャリー・マクレディ）
- ストライクバック:極秘ミッション（シロウ）
- This is Us（オリヴァー）
- Dynasty（アンジェリア）
- TOUCH/タッチ（ウィリアム）
- ノー・セカンドチャンス〜身代金の罠〜（マレ）
- PERSON of INTEREST 犯罪予知ユニット（ジェフ・ブラックウェル〈ジョシュア・クローズ〉）
- プライベート・プラクティス: LA診療所（チャールズ）
- HOMELAND（シャー、セクー・バー）
- MACGYVER/マクガイバー（アドナン）
- MAJOR CRIMES〜重大犯罪課（パコ）
- モーツァルト・イン・ザ・ジャングル（ロドリゴ・デスーザ〈ガエル・ガルシア・ベルナル〉）
- ライ・トゥ・ミー 嘘の瞬間（マーク）
- リゾーリ&アイルズ ヒロインたちの捜査線（ダン・マッケンジー、リッキー）
- リトル・ドラマー・ガール 愛を演じるスパイ（ハリール）

#### アニメ
- スター・ウォーズ 反乱者たち（ザーレ・レオニス）
- ラプンツェル ザ・シリーズ（ヘクター）

### ボイスオーバー
- 奇跡体験!アンビリバボー

### 舞台
- 相宿（中山鷹次、高塚数男）
- アルジャーノンに花束を（バート・セルドン）（フランク・レリィ）
- ヴェニスの商人（ランスロット・ゴボー）
- 家を出た（谷口仁）
- エピシーン〜または無口な女（エピシーン）
- かあちゃん（男）
- 暗いところで待ち合わせ（学生、同僚）
- クリスマス・キャロル（少年スクルージ、ピーター）
- 堅塁奪取（男）
- Calling You(シンヤ)
- ゴンザーゴ殺し（ハムレットの影）
- 山茶花さいた（加賀美忠行）
- 三年目（角太郎）
- 石棺‐チェルノブイリの黙示録‐（ベスメルトヌイ）
- そして誰もいなくなった（ロジャーズ）
- 対髑髏（語り）
- だらぶち‐月夜に荒ぶる男達‐（富田）
- 長男（ワーセンカ）
- どん底（アリョーシカ）
- 夏の夜の夢（フランシス・フルート、シスビー）
- 猫丸先輩の演劇（亀山悠太）
- 走れメロス（セリヌンティウス）
- HELLO AND GOODBYE（ジョニー）
- BLUE（ドッグ）
- マクベス（ドヌルベイン、小シュアード）
- メアリーと不思議な冒険旅行（バート）
- 桃太郎（朗読）
- らんでぶ〜（金本真）
- リア王（バーガンディ公、第二の召使）